# Monts Lucrétiliens
Les monts Lucrétiliens sont un massif montagneux italien faisant partie de la chaîne des Apennins au nord-est de Rome. Partie méridionale des monts Sabins, ils sont séparés des monts Tiburtins au sud par la rivière Aniene. Ils couvrent les communes de Licenza, Marcellina, Monteflavio, Montorio Romano, Moricone, Nerola, Orvinio, Palombara Sabina, Percile, Poggio Moiano, Roccagiovine, San Polo dei Cavalieri, Scandriglia et Vicovaro, situés dans la ville métropolitaine de Rome Capitale et la province de Rieti. Ils constituent l'essentiel du parc régional naturel des monts Lucrétiliens.

## Liste des principaux sommets

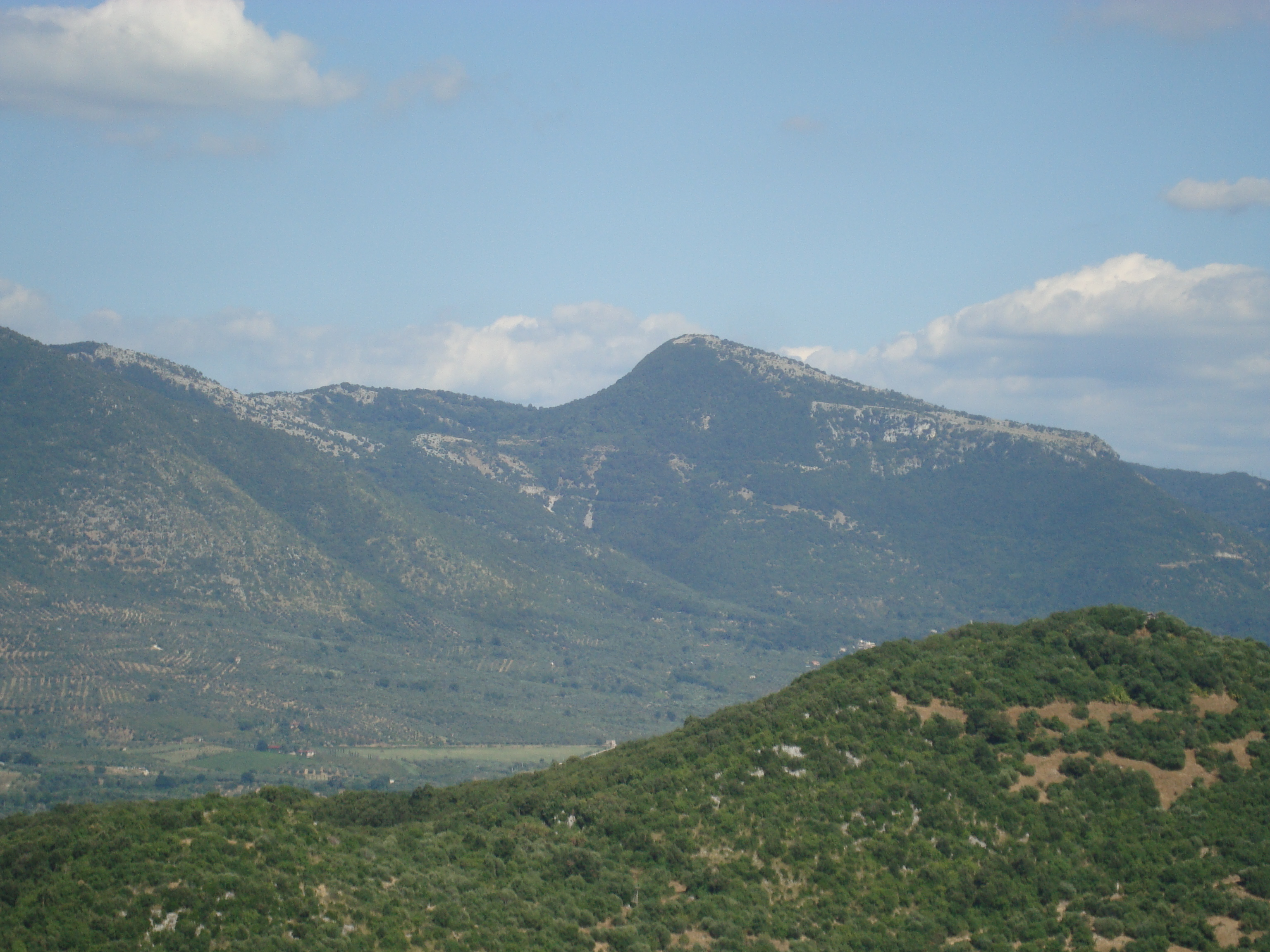
Vue du Monte Morra.

- Monte Pellecchia, 1 368 m
- Monte Gennaro, 1 271 m
- Cima Casarene, 1 191 m
- Monte La Guardia, 1 185 m
- Monte Follettoso, 1 040 m
- Monte Morra, 1 036 m
- Cimata delle Serre, 1 007 m